# Alexander Thamm
Alexander Thamm (* 6. Mai 1983 in Hattingen) ist ein ehemaliger deutscher Fußballspieler und heutiger Trainer. Seine bevorzugte Position war die Innenverteidigung.

## Karriere
Thamm begann seine Karriere beim VfL Bochum, wo er ab 2002 dem Profikader angehörte. Am 22. März 2003 absolvierte er sein erstes von insgesamt drei Bundesligaspielen. Er wurde im Spiel der Bochumer beim VfL Wolfsburg in der 85. Minute für Michael Bemben eingewechselt. Vor der Saison 2006/07 wechselte er zu Preußen Münster, im Jahr darauf zur SpVgg Erkenschwick. Nach einer halben Spielzeit dort ging er zum FC Schalke 04 II. Zur Saison 2009/10 wechselte er zu Sportfreunde Lotte.
Am 5. Juli 2010 wechselte er dann zum NRW-Ligisten Rot-Weiss Essen. Am 13. August 2010 gelang Alexander Thamm in der 89. Spielminute durch einen Fallrückzieher das entscheidende Tor zum 1:0 gegen den VfB Homberg. Im September 2010 wurde sein Treffer in der Sportschau zum Tor des Monats August gewählt. Am 4. Juni 2011 wurde bekannt, dass Rot-Weiss Essen den Vertrag mit Alexander Thamm aus sportlichen Gründen nicht verlängert.
Bei der Kadervorstellung von Rot Weiss Ahlen am 3. Juli 2011 wurde Thamm als Neuzugang angekündigt und unterschrieb zwei Tage später einen Vertrag über ein Jahr. Dort hatte er bis zum 27. Oktober 2011 das Amt des Spielführers inne. Am 23. Dezember 2011 wurde bekannt, dass Thamm und Rot Weiss Ahlen getrennte Wege gehen.
Am 7. Januar 2012 gab der Westfalenligist SG Wattenscheid 09 auf seiner Homepage bekannt, dass Thamm einen Vertrag bis Sommer 2013 unterzeichnet hat. Thamm avancierte von Anfang an bei den Lohrheidekickern zum Leistungsträger und Stammspieler. Mit der SG Wattenscheid 09 konnte er bereits im April 2012 den Aufstieg in die Oberliga Westfalen besiegeln. Im April 2013 verlängerte Thamm seinen Vertrag bis 2015 bei Wattenscheid, mit der er zwei Monate später in die Regionalliga West aufstieg.
Am 3. Juli 2014 gab der Oberligist Wuppertaler SV bekannt, dass er Thamm für zwei Jahre verpflichtet hat. Darüber hinaus ist Thamm auf der Geschäftsstelle des VfL Bochum im Bereich Buchhaltung beschäftigt.
Zur Saison 2015/16 wurde er vom Oberligisten TSV Marl-Hüls verpflichtet. Nachdem Thamm für die Marler zwei Jahre lang als Spieler und später als spielender Co-Trainer in der U23 des Vereins tätig gewesen war, übernahm Thamm im Sommer 2017 das Traineramt in der Westfalenliga 2 beim SV Horst-Emscher 08.
Im Sommer 2018 wurde Thamm Trainer des Oberligisten TuS Ennepetal. 2022 wechselte er zum SC St. Tönis 11/20.

## Auszeichnungen
- Torschütze des Monats August 2010[7]